# جيم بروسنان
جيم بروسنان (بالإنجليزية: Jim Brosnan)‏ هو لاعب كرة قاعدة أمريكي، ولد في 24 أكتوبر 1929 في سينسيناتي في الولايات المتحدة، وتوفي في 28 يونيو 2014 في مورتون غروف في الولايات المتحدة بسبب مرض.

## وصلات خارجية
- جيم بروسنان على موقعبيزبول رفرنس.كوم (الدوري الرئيسي) (الإنجليزية)
- جيم بروسنان على موقعبيزبول رفرنس.كوم (الدوري الثانوي) (الإنجليزية)
- جيم بروسنان على موقع مشجعي الرسوم البيانية (الإنجليزية)